# Yōsuke Furukawa
Yōsuke Furukawa (古川 陽介, Furukawa Yōsuke), né le 16 juillet 2003 à Ōtsu au Japon, est un footballeur japonais évoluant au poste d'ailier gauche au SV Darmstadt 98.

## Biographie
Né à Ōtsu, dans la préfecture de Shiga au Japon, Yōsuke Furukawa commence le football au Azul FC puis formé par le Kyoto Sanga avant d'étudier ensuite au Lycée Shizuoka Gakuen. En janvier 2022 il rejoint le Júbilo Iwata,.
Il fait ses débuts en équipe première le 2 mars 2022, lors d'un match de coupe de la Ligue japonaise contre le Shonan Bellmare. Il entre en jeu à la place de Ryo Germain et son équipe est battue par un but à zéro.
Il joue sa première rencontre de J1 League, la première division japonaise, le 2 avril 2022 contre le Kashiwa Reysol. Il entre en jeu à la place de Daiki Ogawa (en) et son équipe s'incline (2-0 score final).
Le 6 septembre 2024, Yōsuke Furukawa rejoint la Pologne et le club du Górnik Zabrze sous la forme d'un prêt d'une saison avec option d'achat.